# Przemysław Frankowski
Pour les articles homonymes, voir Frankowski.
Przemysław Frankowski, né le 12 avril 1995 à Gdańsk (Pologne), est un footballeur international polonais qui évolue au poste d'arrière latéral droit au Stade rennais FC, en prêt du Galatasaray SK.

## Biographie

### Parcours en club

#### Formation et débuts au Lechia Gdańsk
Formé au Lechia Gdańsk, Przemysław Frankowski signe son premier contrat professionnel avec son club formateur en 2012, mais il ne joue son premier match pro qu'en avril 2013, face au Jagiellonia Białystok, qui se révélera être son futur club. Lors de la saison 2013-2014, il obtient plus de temps de jeu, jouant trente-trois rencontres de championnat et trois matchs de Coupe de Pologne.

#### Premières expériences européennes avec le Jagiellonia Białystok
Lors de l'été 2014, il est annoncé que Przemysław Frankowski rejoint le club du Jagiellonia Białystok, qui évolue également en première division polonaise. Il y trouve une solide place de titulaire, et se voit convoqué pour la première fois avec les espoirs polonais. Lors de la saison 2015-2016, il dispute trois matchs en Ligue Europa avec le club du Jagiellonia Białystok, inscrivant un triplé contre l'équipe lituanienne du Kruoja Pakruojis lors du premier tour. « Élément clé » du club, il est à deux reprises vice-champion de Pologne, en 2016-2017 et 2017-2018, dominé à chaque fois par le Legia Varsovie.

#### Trois saisons au Chicago Fire FC en MLS
Recevant des sollicitations de Russie et des États-Unis, Przemysław Frankowski part en janvier 2019 pour les États-Unis en rejoignant la Major League Soccer et signe avec le club du Chicago Fire FC. Il ne maîtrise pas correctement la langue anglaise mais s'intègre dans une ville marquée par son immigration polonaise. Le 3 mars 2019, il dispute son premier match américain contre le Galaxy de Los Angeles qui se solde sur une défaite deux buts à un. La semaine suivante, le 9 mars, il réalise sa première passe décisive pour C. J. Sapong, permettant au club de l'emporter dans les derniers instants du match. Le 8 mai 2019, il inscrit son premier but en MLS face au Revolution de la Nouvelle-Angleterre à la 89e minute du match portant le score à 5-0. Il finit son aventure américaine avec dix buts en 64 apparitions pour tout autant de passes décisives. Il dispose d'un contrat jusqu'en décembre 2022 mais décide de quitter le club lors du mercato estival 2021.

#### Nouveau statut au RC Lens

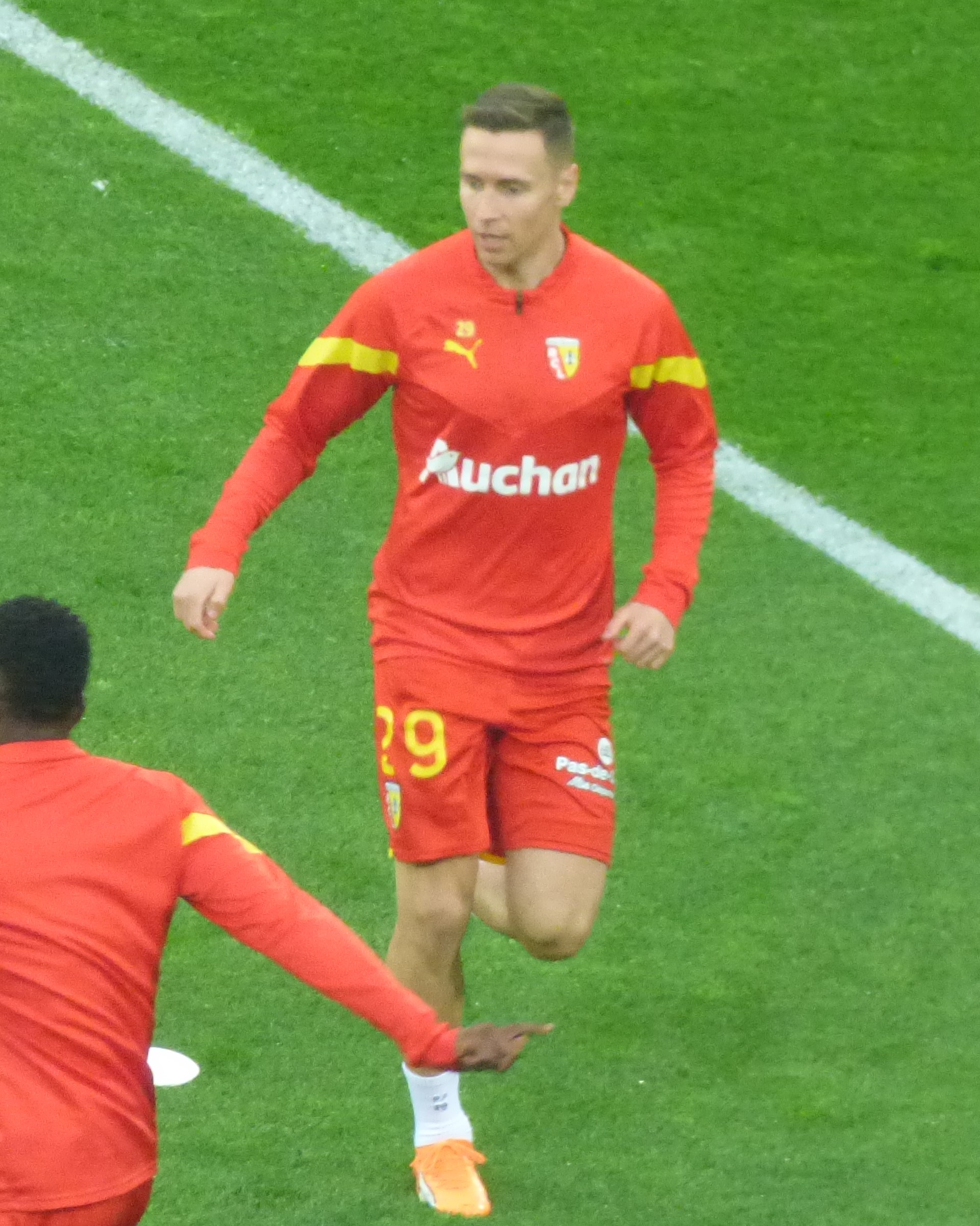
Przemysław Frankowski à l'entraînement sous les couleurs du RC Lens (2023).

Le 5 août 2021, Przemysław Frankowski est transféré au RC Lens, en Ligue 1. Il remplace numériquement Clément Michelin, dont le départ du club artésien a été officialisé la veille. L'indemnité de transfert est estimée à 2,3 millions d'euros et le joueur s'engage pour cinq saisons. Il intègre un club faisant partie d'un territoire historiquement lié à la Pologne et ayant eu de nombreux joueurs polonais ou issus de l'immigration polonaise dans son passé et qui n'en avait plus eu dans son effectif depuis le départ de Jacek Bąk en 2005. 
Piston droit mais étant capable de jouer au même poste côté gauche, il dispute son premier match sous les couleurs artésiennes le 8 août 2021 face au Stade rennais FC. Le match se solde par un match nul sur le score de 1-1. Le 18 septembre 2021, il inscrit son premier but en Ligue 1 et le seul but de la rencontre contre le LOSC Lille lors du derby du Nord au stade Bollaert-Delelis. Il récidive au match retour au stade Pierre-Mauroy, lors d'une victoire 2-1 des Lensois dans le derby offrant le premier but aux Artésiens. Cette performance n'avait plus été réalisée depuis Tony Vairelles lors de la saison 1995-1996. Il termine la saison 2021-2022 avec quarante matchs disputés pour six réalisations.
Lors de la saison 2022-2023, il évolue davantage en tant que piston droit que piston gauche. Concurrencé par Jimmy Cabot jusqu'à sa blessure aux ligaments croisés, il est désigné tireur des penaltys lensois en deuxième partie de saison par l'entraîneur Franck Haise. Celui-ci explique son choix en disant qu'« il est maître de ses émotions, maître de sa technique ».
Durant l'intersaison, Przemysław Frankowski prolonge son contrat avec le RC Lens jusqu'en 2028. Il participe pour la première fois à la Ligue des champions lors de la saison 2023-2024. Concurrencé au poste de piston droit par la recrue Ruben Aguilar, il inscrit le 2 décembre 2023 son premier doublé avec le RC Lens lors de la réception de l'Olympique lyonnais en Ligue 1. Le 12 décembre 2023, face au Séville FC, il inscrit son premier but en Ligue des champions sur un pénalty obtenu par Facundo Medina, permettant aux Artésiens de mener au score avant qu'Angelo Fulgini n'offre la victoire aux Sang et Or (2-1). Il est par ailleurs désigné homme du match de la rencontre par l'UEFA. Quatre jours plus tard, il fête sa 100e apparition sous le maillot lensois lors d'un match de championnat face au Stade de Reims.

#### Une demi-saison au Galatasaray SK
Le 10 février 2025, Przemysław Frankowski est transféré au Galatasaray SK sous la forme d'un prêt avec option d'achat obligatoire d'un montant de 10 millions d'euros,. Son salaire est estimé à deux millions d'euros net par an. Sous les couleurs du club stambouliote, il remporte ses deux premiers trophées en club, à savoir le championnat ainsi que la Coupe de Turquie.

#### Retour en France au Stade rennais FC
Le 5 août 2025, après six mois et l'option d'achat levée par le Galatasaray SK, Przemysław Frankowski retourne en France et s'engage en faveur du Stade rennais FC,. Selon le club breton, le joueur arrive sous forme d'un « prêt d'une saison, avec la possibilité d'une prolongation »,. Le club turc annonce quant à lui un prêt de deux ans avec une obligation d'achat en 2027, entraînant deux années supplémentaires de contrat selon L'Équipe,. Troisième recrue Rouge et Noir de ce mercato estival, le montant de l'option d'achat est estimé entre 5,5 et 6 millions d'euros, le total de l'opération à environ 10 millions d'euros, sans compter 1,3 million de bonus potentiels,. L'international polonais remplace numériquement Lorenz Assignon.
Le 15 août 2025, il dispute son premier match sous ses nouvelles couleurs lors de la 1re journée de championnat contre l'Olympique de Marseille (victoire, 1-0),,.

### Parcours en sélection nationale

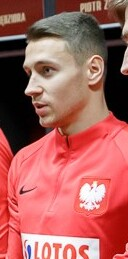
Przemysław Frankowski sous les couleurs de l'équipe de Pologne (2019).

Le 23 mars 2018, Przemysław Frankowski commence sa carrière internationale lors d'un match amical contre le Nigeria qui se solde par une défaite un but à zéro. Il rentre à la 81e minute. En mai 2018, il est sélectionné par Adam Nawałka dans une liste préliminaire de trente-cinq joueurs pour participer à la Coupe du monde 2018 qui se dispute en Russie mais n'est finalement pas dans la liste des vingt-trois joueurs participants.
Néanmoins en 2021, Paulo Sousa le sélectionne pour sa première compétition majeure : l'Euro 2020, où la Pologne est éliminée en phase de poules. Przemysław Frankowski délivre notamment une passe décisive à Robert Lewandowski lors de la dernière rencontre contre la Suède. Le 13 octobre 2019, il marque son premier but international contre la Macédoine du Nord.
Le 10 novembre 2022, il est sélectionné par Czesław Michniewicz pour participer à la Coupe du monde 2022 au Qatar. Les Polonais s'inclinent en huitièmes de finales contre le futur vice-champion du monde, l'équipe de France (défaite, 3-1).
Le 29 mai 2024, il figure dans une liste élargie de 29 joueurs appelés par Michał Probierz pour disputer l'Euro 2024 en Allemagne, puis fait partie de la liste définitive de 26 joueurs publiée le 7 juin,.

## Statistiques

### En club
| Saison                | Club                    | Championnat           | Championnat | Championnat | Championnat | Coupe(s) nationale(s) | Coupe(s) nationale(s) | Coupe(s) nationale(s) | Compétition(s) continentale(s) | Compétition(s) continentale(s) | Compétition(s) continentale(s) | Compétition(s) continentale(s) | Total | Total | Total |
| Saison                | Club                    | Division              | M.          | B.          | P.d.        | M.                    | B.                    | P.d.                  | Comp.                          | M.                             | B.                             | P.d.                           | M.    | B.    | P.d.  |
| 2012-2013             | Lechia Gdańsk           | Ekstraklasa           | 8           | 1           | 0           | -                     | -                     | -                     | -                              | -                              | -                              | -                              | 8     | 1     | 0     |
| 2013-2014             | Lechia Gdańsk           | Ekstraklasa           | 33          | 1           | 4           | 3                     | 1                     | 0                     | -                              | -                              | -                              | -                              | 36    | 2     | 4     |
| Sous-total            | Sous-total              | Sous-total            | 41          | 2           | 4           | 3                     | 1                     | 0                     | -                              | -                              | -                              | -                              | 44    | 3     | 4     |
| 2014-2015             | Jagiellonia Białystok   | Ekstraklasa           | 28          | 3           | 2           | 2                     | 0                     | 0                     | -                              | -                              | -                              | -                              | 30    | 3     | 2     |
| 2015-2016             | Jagiellonia Białystok   | Ekstraklasa           | 31          | 6           | 1           | 2                     | 1                     | 0                     | C3                             | 3                              | 3                              | 0                              | 36    | 10    | 1     |
| 2016-2017             | Jagiellonia Białystok   | Ekstraklasa           | 35          | 8           | 4           | 1                     | 0                     | 0                     | -                              | -                              | -                              | -                              | 36    | 8     | 4     |
| 2017-2018             | Jagiellonia Białystok   | Ekstraklasa           | 31          | 4           | 5           | -                     | -                     | -                     | -                              | -                              | -                              | -                              | 31    | 4     | 5     |
| 2018-2019             | Jagiellonia Białystok   | Ekstraklasa           | 15          | 3           | 0           | 3                     | 0                     | 0                     | C3                             | 4                              | 0                              | 2                              | 22    | 3     | 2     |
| Sous-total            | Sous-total              | Sous-total            | 140         | 24          | 12          | 8                     | 1                     | 0                     | -                              | 7                              | 3                              | 2                              | 155   | 28    | 14    |
| 2019                  | Fire de Chicago         | MLS                   | 31          | 5           | 7           | -                     | -                     | -                     | LCup                           | 1                              | 0                              | 0                              | 32    | 5     | 7     |
| 2020                  | Fire de Chicago         | MLS                   | 19          | 3           | 1           | -                     | -                     | -                     | -                              | -                              | -                              | -                              | 19    | 3     | 1     |
| 2021                  | Fire de Chicago         | MLS                   | 13          | 2           | 2           | -                     | -                     | -                     | -                              | -                              | -                              | -                              | 13    | 2     | 2     |
| Sous-total            | Sous-total              | Sous-total            | 63          | 10          | 10          | -                     | -                     | -                     | -                              | 1                              | 0                              | 0                              | 64    | 10    | 10    |
| 2021-2022             | RC Lens                 | Ligue 1               | 37          | 6           | 5           | 3                     | 0                     | 0                     | -                              | -                              | -                              | -                              | 40    | 6     | 5     |
| 2022-2023             | RC Lens                 | Ligue 1               | 37          | 5           | 3           | 4                     | 0                     | 0                     | -                              | -                              | -                              | -                              | 41    | 5     | 3     |
| 2023-2024             | RC Lens                 | Ligue 1               | 30          | 3           | 2           | 1                     | 0                     | 0                     | C1+C3                          | 6+2                            | 1                              | 2                              | 39    | 4     | 4     |
| 2024-2025             | RC Lens                 | Ligue 1               | 18          | 4           | 2           | 1                     | 0                     | 0                     | C4                             | 2                              | 1                              | 0                              | 21    | 5     | 2     |
| Sous-total            | Sous-total              | Sous-total            | 122         | 18          | 12          | 9                     | 0                     | 0                     | -                              | 10                             | 2                              | 2                              | 141   | 20    | 14    |
| 2024-2025             | Galatasaray SK (prêt)   | Süper Lig             | 12          | 0           | 1           | 3                     | 0                     | 0                     | -                              | -                              | -                              | -                              | 15    | 0     | 1     |
| 2025-2026             | Stade rennais FC (prêt) | Ligue 1               | 1           | 0           | 0           | -                     | -                     | -                     | -                              | -                              | -                              | -                              | 1     | 0     | 0     |
| Total sur la carrière | Total sur la carrière   | Total sur la carrière | 379         | 55          | 39          | 23                    | 2                     | 0                     | -                              | 18                             | 5                              | 4                              | 420   | 62    | 43    |

### En sélection nationale
| Saison                | Sélection             | Phases finales        | Phases finales | Phases finales | Phases finales | Éliminatoires | Éliminatoires | Éliminatoires | Ligue des nations | Ligue des nations | Ligue des nations | Matchs amicaux | Matchs amicaux | Matchs amicaux | Total | Total | Total |
| Saison                | Sélection             | Compétition           | M              | B              | Pd             | M             | B             | Pd            | M                 | B                 | Pd                | M              | B              | Pd             | M     | B     | Pd    |
| --------------------- | --------------------- | --------------------- | -------------- | -------------- | -------------- | ------------- | ------------- | ------------- | ----------------- | ----------------- | ----------------- | -------------- | -------------- | -------------- | ----- | ----- | ----- |
| 2017-2018             | Pologne               | -                     | -              | -              | -              | -             | -             | -             | -                 | -                 | -                 | 1              | 0              | 0              | 1     | 0     | 0     |
| 2018-2019             | Pologne               | -                     | -              | -              | -              | 3             | 0             | 0             | 1                 | 0                 | 0                 | 2              | 0              | 0              | 6     | 0     | 0     |
| 2019-2020             | Pologne               | -                     | -              | -              | -              | 3             | 1             | 0             | -                 | -                 | -                 | -              | -              | -              | 3     | 1     | 0     |
| 2020-2021             | Pologne               | Euro 2020             | 3              | 0              | 1              | -             | -             | -             | -                 | -                 | -                 | 2              | 0              | 1              | 5     | 0     | 2     |
| 2021-2022             | Pologne               | -                     | -              | -              | -              | 7             | 0             | 2             | 2                 | 0                 | 1                 | -              | -              | -              | 9     | 0     | 3     |
| 2022-2023             | Pologne               | Coupe du monde 2022   | 4              | 0              | 0              | 3             | 0             | 0             | 1                 | 0                 | 0                 | 2              | 0              | 0              | 10    | 0     | 0     |
| 2020-2021             | Pologne               | Euro 2024             | 3              | 0              | 0              | 5             | 1             | 1             | -                 | -                 | -                 | 2              | 1              | 0              | 10    | 2     | 1     |
| 2024-2025             | Pologne               | -                     | -              | -              | -              | 2             | 0             | 0             | 3                 | 0                 | 0                 | 1              | 0              | 0              | 6     | 0     | 0     |
| Total sur la carrière | Total sur la carrière | Total sur la carrière | 10             | 0              | 1              | 23            | 2             | 3             | 7                 | 0                 | 1                 | 10             | 1              | 1              | 50    | 3     | 6     |

## Palmarès

### En club
Avec le Jagiellonia Białystok, Przemysław Frankowski est vice-champion de Pologne en 2016-2017 et 2017-2018.
Avec le RC Lens, il est vice-champion de France en 2022-2023. Prêté au Galatasaray SK six mois en deuxième partie de saison 2024-2025, il remporte le doublé coupe-championnat.
| Jagiellonia Białystok                                    | RC Lens                                         | Galatasaray SK (2)                                                                 |
| -------------------------------------------------------- | ----------------------------------------------- | ---------------------------------------------------------------------------------- |
| - Championnat de Pologne - Vice-champion : 2017 et 2018. | - Championnat de France - Vice-champion : 2023. | - Championnat de Turquie - Champion : 2025. - Coupe de Turquie - Vainqueur : 2025. |

### Distinctions individuelles
- Élu « Surprise la saison » 2021-2022 de Ligue 1 aux Trophées UNFP[33].
- Homme du match en Ligue des champions le 12 décembre 2023 face au Séville FC[34].